# Vincent de Beauvais
Pour les articles homonymes, voir de Beauvais.
Œuvres principales
- De l'institution morale du prince (1260-1263)
- Speculum maius (1263)

Vincent de Beauvais (né  vers 1184 / 1194 à Boran-sur-Oise - mort en 1264 à l'abbaye de Royaumont) est un frère dominicain français, auteur d'une encyclopédie constituant un panorama des connaissances du Moyen Âge.

## Une vie presque inconnue
On ignore presque tout de la vie de Vincent de Beauvais. On pense qu'il a appartenu au couvent des dominicains de Paris, entre 1215 et 1220, et à celui de Beauvais, fondé par Louis IX.
Il est à peu près certain qu'il a été lecteur à l'abbaye cistercienne de Royaumont dans le Val-d'Oise, fondée également par Louis IX entre 1228 et 1235. Le roi, comme la reine Marguerite, son fils Philippe et son beau-frère Thibaut II de Navarre, lui ont commandé de nombreuses œuvres.

## Œuvres

### Speculum maius
L'œuvre majeure de Vincent est son Speculum maius, vaste compilation de la connaissance du Moyen Âge, commandée en 1246 par Louis IX (Saint Louis), achevée en 1259  et maintes fois rééditée jusqu'en 1624. Il en reste deux copies complètes et trois cents copies partielles, dont la plupart correspondent au Speculum historiale, dont on possède trente-sept copies intégrales.
Avec ses 4 500 000 mots, cet ouvrage resta la plus considérable encyclopédie du monde occidental jusqu'au milieu du XVIIIe siècle. Il est constitué de trois parties, qui suivent la classification des sciences de Hugues de Saint-Victor : 

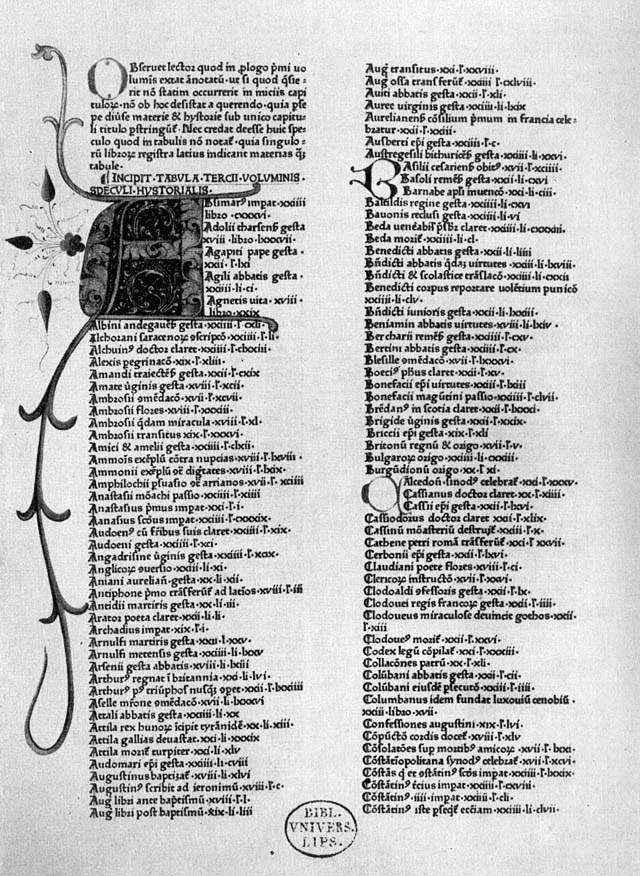
Speculum maius de Vincent de Beauvais

- Speculum naturale (Miroir de la nature),
- Speculum doctrinale (Miroir de la doctrine ou science rationnelle) et
- Speculum historiale (Miroir de l'histoire).

Une quatrième section :
- Speculum morale (Miroir de la morale)

a vraisemblablement été rédigée en 1300 par des moines franciscains.  Rajoutée aux trois sections précédentes, elle devient partie intégrante de toutes les versions imprimées de l'oeuvre. Cette partie consiste surtout d'emprunts à Thomas d'Aquin et Etienne de Bourbon. L'oeuvre complète ainsi est parfois appelée Speculum quadruplex (Miroir en quatre parties).
Au total, cet ouvrage compte 80 livres et 9 885 chapitres. Chaque partie s’ouvre sur un sommaire, afin que « le lecteur ne perde pas son temps à tourner les pages à l’aveuglette ».
« J’ai eu l’idée de réunir en un seul volume, condensé et ordonné, selon un agencement de mon invention, des extraits choisis parmi tout ce que j’ai pu lire… » explique Vincent de Beauvais dans son Prologue et, plus loin, « je traite selon l’ordre de la sainte Écriture en premier lieu du Créateur, puis des créatures [qui font l’objet du Speculum naturale], de la chute et de la restauration de l’homme [objet du Speculum doctrinale], ensuite des faits et des gestes historiques selon la chronologie [Speculum historiale] ».
L'ouvrage original ne comportait pas d'index, mais le Specuclum historiale a été indexé soixante-dix ans après sa composition, vers 1320, par Jean de Hautfuney, qui deviendra évêque d'Avranches. Le lecteur pouvait toutefois s'y retrouver grâce à une organisation très rigoureuse : le Speculum naturale suivait l'ordre de la création en six jours selon la Genèse, tandis que le Speculum historiale suivait l'ordre chronologique. La division en courts chapitres aidait aussi à la consultation.

### Speculum naturale
Speculum naturale, ou Miroir de la nature, est divisé en 32 livres et 3718 chapitres. C'est le résumé de l'histoire naturelle de son temps, composée d'une mosaïque de citations d'auteurs latins, grecs, arabes et même hébraïques, dont Vincent donne les sources. Comme partout dans le Speculum maius, il n'hésite pas à faire ses propres remarques (en les faisant précéder de la rubrique Auctor (L'auteur).
Le premier livre parle de la Création et constitue un commentaire de la Genèse.
Le deuxième livre traite des constituants du monde : la lumière, la couleur, les quatre éléments, ainsi que de Lucifer et des anges déchus.
Les troisième et quatrième livres traitent de l'âme et du temps, ainsi que de phénomènes atmosphériques tels que le ciel, la pluie et le tonnerre.
Les livres V à XIV traitent de la mer et des rivières, de l'agriculture, des métaux, des pierres précieuses et des plantes (171 chapitres sur les herbes, 134 sur les semences et les graines). En fonction de chaque espèce, Vincent, lorsqu'il le peut, donne des informations sur son utilisation dans la médecine. Il adopte un classement alphabétique.
Le livre XV traite des phénomènes astronomiques comme la lune, les étoiles, le soleil et les saisons.
Les livres XVI et XVII abordent les volailles (161 chapitres) et les poissons (46 chapitres). L'ordre y est à nouveau alphabétique et Vincent fait référence aux utilisations médicales.
Les livres XVIII à XXII traitent des animaux sauvages ou domestiques, tels que les chiens, les serpents, les abeilles et les insectes. Les deux derniers livres abordent plus particulièrement la physiologie.
Les livres XXIII à XXVIII traitent de la psychologie, de la physiologie et de l'anatomie de l'être humain, de ses cinq sens et de ses organes, de son sommeil, de ses rêves, de sa mémoire, etc.
Les quatre derniers livres constituent un complément aux précédents. Le dernier résume les connaissances géographiques et historiques de l'année 1250.

### Speculum doctrinale
Speculum doctrinale, ou Miroir de la doctrine, est constitué de 17 livres et 2374 chapitres. Il s'agit d'une sorte de manuel pour étudiants qui traite de choses variées : arts mécaniques, scolastique, tactique militaire, etc. Il ne se limite donc pas à l'histoire naturelle mais traite aussi de logique, de rhétorique, de poésie, de géométrie, d'astronomie, de l'éducation ou des passions humaines, de l'anatomie, de la chirurgie et de la médecine, du droit.
Le premier livre commence par aborder la philosophie avant de fournir un vocabulaire latin de 6 000 à 7 000 mots. La grammaire, la logique, la rhétorique et la poésie sont traitées dans les livres II et III. Le livre III comporte plusieurs fables bien connues comme celle du Lion et de la Souris. Les livres IV et V traitent de la vertu et de sujets similaires.
Le livre VI traite de sujets assez différents : on y trouve des conseils pour la construction des maisons, le jardinage, l'élevage et la viticulture. Il inclut une sorte d'almanach pour chaque mois de l'année.
Les livres VII à IX font référence aux arts politiques et énoncent des règles pour l'éducation des princes. Ils contiennent aussi des éléments de droit civil, criminel et canonique. Le livre IX traite aussi de commerce, de chasse et navigation.
Les livres XII à XIV traitent de la médecine et donnent notamment des conseils pour préserver sa santé.
Le livre XV peut être considéré comme un résumé du Speculum Naturale.
Le livre XVI traite des mathématiques ainsi que de la musique, la géométrie, l'astronomie, l'astrologie, des poids et mesures et de la métaphysique. Vincent connaît parfaitement les chiffres arabes bien qu'il ne les appelle pas par leur nom et préfère utiliser les mots digitus et articulus.
Les développements consacrés la musique occupent les chapitres 10 à 35 du livre XVI. Il traite de la théorie, sinon de la philosophie de la musique, et non de la pratique. Sa source principale est Boèce (v. 480-524/5) à qui il emprunte beaucoup. L'ouvrage s'adresse à des étudiants cherchant une culture générale assez sommaire, puisque rien n'est fait dans l'ouvrage pour agrémenter le texte des aspects concrets.

### Speculum historiale

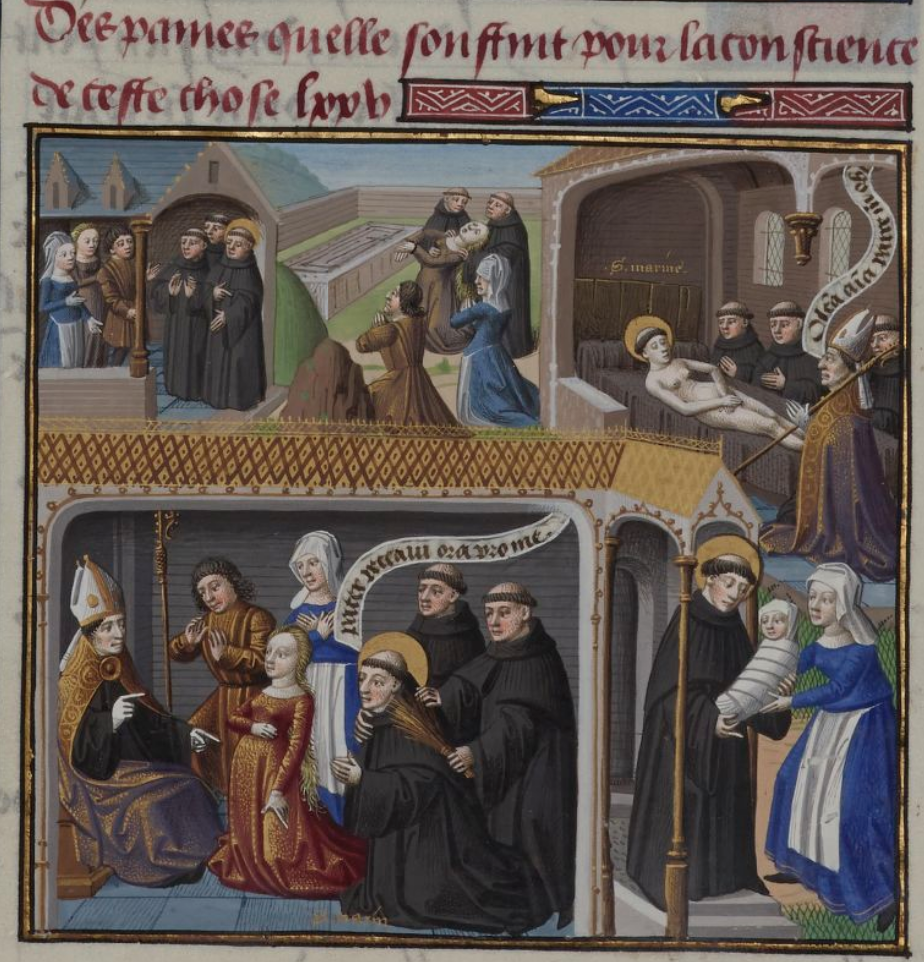
Enluminure tirée du Miroir historial ou Speculum Historiale de Vincent Beauvais montrant l'histoire de Sainte Marine (Paris, BnF, Français 51 f.201v) Sainte Marine accusée (Paris, BnF, Français 51 f.201v) : La partie en haut à droite de l'image, tirée du Miroir historial de Beauvais montre le frère Marin lors de sa toilette mortuaire.

Speculum historiale, ou Miroir de l'histoire/Miroir historial, énumère « les faits et les gestes historiques selon la chronologie » depuis la Création du monde jusqu'au milieu du XIIIe siècle. Cette section a eu beaucoup plus de succès que les autres.
Le texte comprend de nombreux extraits d'œuvres littéraires, philosophiques et théologiques insérées au fil du récit des événements historiques, notamment, pour le XIIIe siècle, des extraits de l’Histoire des Mongols appelés par nous Tartares de Jean de Plan Carpin et de l’Histoire des Tartares de Simon de Saint-Quentin.
Une des enluminures du Miroir historial décrit l'histoire du frère Marin, injustement accusé d'avoir mis enceinte la fille d'un aubergiste. Lors de sa toilette mortuaire, les moines de l'ermitage découvrant la non conformité de son corps au genre déclaré.

### Autres œuvres
Vincent de Beauvais a également composé : 
- Liber de sancta Trinitate (Livre sur la Sainte trinité)
- Tractatus de poenitentia (Traité de la Pénitence)
- Liber de laudibus beatae Virginis (Livre de louange sur la Sainte Vierge)
- Liber de laudibus Johannis Evangelistae (Livre de louange sur Jean l’Évangéliste)
- Liber gratiae (Livre de la grâce)
- De eruditione filiorum nobilium (De l'érudition des fils de la noblesse): traité destiné à l'éducation de Philippe III le Hardi, fils de Saint Louis, et dédié à Marguerite, sa mère.
- Liber consolatorius ad Ludovicum regem de morte filii (Livre de consolation pour le roi Louis sur la mort de son fils)
- Epistola consolatoria de morte amici (Épitre consolatrice sur la mort d'un ami)
- De morali principis institutione (De l'institution morale du prince)
- Expositio in orationem dominicam (Exposition sur la prière dominicale)
- Tractatus in salutatione beatae Virginis Mariae ab angelo facta (Traité sur la salutation de la Sainte Vierge Marie faite par l'ange)
- Sermones (Sermons)
- Memoriale temporum (Mémorial des temps) (vers 1250). Compendium en 80 chapitres du Speculum maius.

### Éditions modernes
- Speculum majus : Bibliotheca Mundi Vincentii Burgundi … Speculum quadruplex, Naturale, Doctrinale, Morale, Historiale (1244), Douai, 1624 ; reprint, Graz, 1965. Traduction anglaise par William Caxton (1481) : The mirrour of the world, Amsterdam, Theatrum Orbis Terrarum, 1979, 2000 p.
- De l’Institution morale du Prince, éd. établie, présentée et annotée par Charles Munier, Paris, éd. du Cerf, coll. "Sagesses chrétiennes", 2010.
- De Morali Principis Institutione, éd. Robert J. Schneider, Corpus Christianorum, Continuatio Mediaevalis, 137, Turnhout, Brepols, 1995.
- De eruditione filiorum nobilium, éd. A. Steiner, Cambridge, Mediaeval Academy of America, 1938